# Kościół Matki Bożej Jasnogórskiej w Lubinie
Kościół Matki Bożej Jasnogórskiej w Lubinie – zabytkowy neogotycki rzymskokatolicki kościół parafialny z 1862 roku w Lubinie, w województwie zachodniopomorskim, na Wyspie Wolin. Mieści się na wzniesieniu przy ulicy Głównej. Należy do dekanatu Świnoujście.

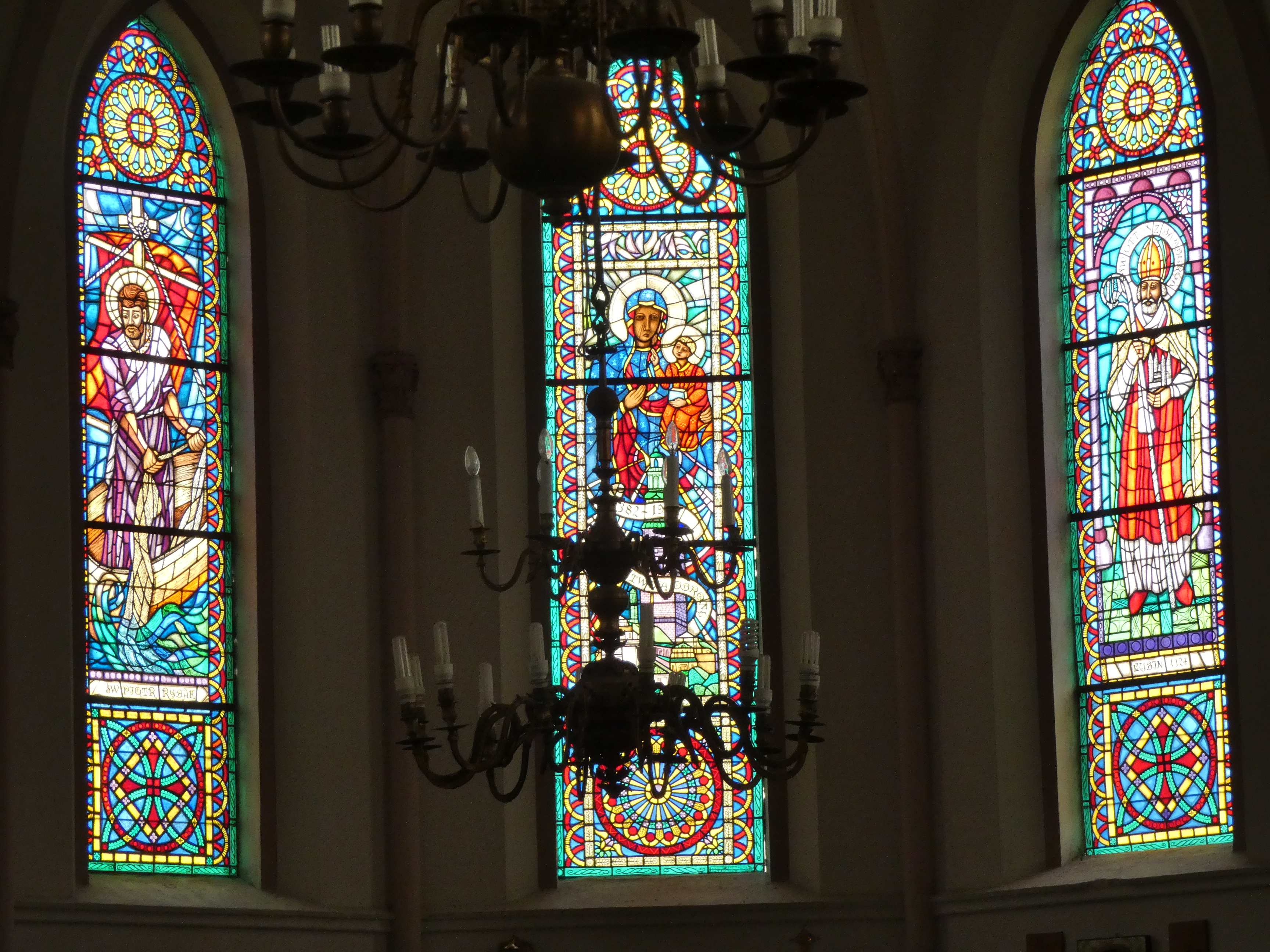
Wnętrze świątyni - witraże

## Historia
Pierwotnie w tym miejscu znajdował się kościół św. Mikołaja. Już w XII wieku w Lubinie św. Otton z Bambergu przeprowadzał chrzty Wolinian. Obecna świątynia w Lubinie została wybudowana w latach 1858 – 1861 lub 1862. W czasach powojennych kościół został poświęcony 8 lutego 1948 roku przez księdza Aleksandra Jaworskiego. Parafia została erygowana 25 grudnia 1987 roku, a prowadzone od 1988 roku księgi metrykalne są przechowywane w świątyni. Kościół został wpisany do rejestru zabytków o nr rej.: A-319 z 20 lipca 2007 roku. 

## Opis
Jest to kościół neogotycki, orientowany, jednonawowy wzniesiony z cegły na planie prostokąta o wymiarach 24 x 13 metrów z trójbocznie zamkniętym prezbiterium. Szczyty wschodni i zachodni wyróżniają się schodkowaną i blendowaną strukturą.  
W części zachodniej kościoła wznosi się strzelista ceglana, kwadratowa czterokondygnacyjna wieża z nieczynnym zegarem. Zakończona jest czterema szczytami i zwieńczona ośmiobocznym hełmem, mieści trójuskokowy portal. Budynek przykrywa siodłowy dach, a ostrołukowe okna dodają mu charakterystycznego gotyckiego wyrazu. Okna zdobią witraże z postaciami świętych i błogosławionych, w tym bł. Jana Pawła II, św. Faustyny Kowalskiej, św. Jadwigi, św. Stanisława Kostki, św. brata Alberta, św. Maksymiliana Marii Kolbego i św. Wojciecha.  
Wnętrze kościoła zdobi drewniany, belkowany strop, wsparty na filarach, które dzielą przestrzeń na trzy nawy. Wzdłuż ścian północnej, południowej i zachodniej znajdują się XIX-wieczne empory chórowe. Witraże w prezbiterium, wykonane zostały w 1981 roku według projektu Ireny Kisielewskiej. Przedstawiają Matkę Boską Częstochowską z widokiem Jasnej Góry, św. Piotra Apostoła jako rybaka oraz św. Ottona Biskupa w biskupich szatach z pastorałem. Pod nimi umieszczono kopie obrazu Matki Boskiej Częstochowskiej, a w centralnym punkcie prezbiterium znajduje się tabernakulum.
Kościół posiada chrzcielnicę z XIX wieku wykonaną ze sztucznego kamienia oraz granitową kropielnicę. W świątyni znajdują się również obrazy Matki Boskiej Nieustającej Pomocy oraz Najświętszego Serca Pana Jezusa. W świątyni można również zobaczyć figurę św. Antoniego Padewskiego w habicie franciszkańskim, trzymającego w jednej dłoni książkę z figurką Jezusa, a w drugiej gałązki lilii. Na ścianach kościoła rozmieszczone są stacje Drogi Krzyżowej. We wnętrzu kościoła przy wejściu usytuowana ejst chrzcielnica z czasów misji biskupa bamberskiego św. Ottona, która została wykonana z neolitycznych żaren. 
Obok kościoła rośnie wiekowa lipa „Babki Proszalne” będąca pomnikiem przyrody, obwód jej pnia wynosi 750 cm. Przy kościele zachowały się fragmenty dawnego przykościelnego cmentarza niemieckiego. 